# كمال فاروقي
كمال فاروقي (بالتركية: Kemal Faruki)‏ (27 أغسطس 1910م، إسطنبول - 27 يناير 1988م، مصر )، رجل أعمال ولاعب كرة قدم تركي دولي سابق لعب بمركز مهاجم, لعب مع فريق منتخب تركيا لكرة القدم حيث تم اختياره للمنتخب في سن 17 عامًا ، ولعب طوال مسيرته الكروية بأكملها مع نادي غلطة سراى الذي سيطر على كرة القدم التركية في عشرينيات وثلاثينيات القرن العشرين حيث فاز بخمسة من أصل ثمانية بطولات لدوري إسطنبول لكرة القدم، ولعب فاروقي مع نادي غلطة سراى حتى صيف عام 1934م.
بدأ فاروقي مسيرته الدولية في عام 1927م بمباراة مع المنتخب التركي ضد المنتخب البلغاري، وفي أول مشاركة دولية له، سجل أيضًا هدفه الأول مع المنتخب الوطني. وبحلول أبريل/نيسان 1928م، كان قد لعب مباراتين دوليتين أخريين وسجل هدفاً آخر. أطلق عليه لقب "كمال المُعاكِس" (بالتركية: Zıt Kemal)‏ بسبب أسلوبه غير التقليدي في اللعب وحركاته غير المتوقعة.
انتقل للعيش في مصر وتتزوج هناك وتوفي بالقاهرة عام 1988م.

## عائلته
ينحدر فاروقي من عائلة أرستقراطية، كان والده أحمد محمد فاروقي أحد مؤسسي صناعة مستحضرات التجميل والعطور في تركيا. بعد انتهاء مسيرته الكروية، سار فاروقي على خطى والده وبدأ مسيرته المهنية كرجل أعمال. واستقر بعد ذلك في مصر وعمل بنجاح كرجل أعمال، وتوفي بالقاهرة عام 1988م.

## بداية حياته

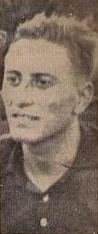
كمال فاروقي في شبابه.

تلقى كمال فاروقي تعليمه في مدرسة غلطة سراي الثانوية المرموقة ولعب في قسم الشباب في النادي التقليدي غلطة سراي بإسطنبول ، والذي تأسس في عام 1905م على يد طلاب مدرسة غلطة سراي الثانوية. انتشرت موهبته الكروية سريعاً بين مجتمع غلطة سراي ، حتى أنه تم ضمه إلى تشكيلة فريق غلطة سراي لكرة القدم في موسم 1922/م1923م. في وقت دخوله إلى الفريق المحترف، كانت إسطنبول مُحتلة (1918م-1923م) بسبب هزيمة الدولة العثمانية في الحرب العالمية الأولى. بعد أن توقفت الفرق التركية عن اللعب في الدوري لفترة طويلة من فترة الاحتلال هذه، تم استئناف دوري إسطنبول ، وهو الدوري الأكثر شهرة في البلاد في ذلك الوقت، في موسم 1920م-1921م. لم يشارك فاروقي إلا في مباراة واحدة بالدوري مع ناديه في موسمه الأول.
مع نهاية احتلال إسطنبول وتأسيس تركيا الحديثة، تم إصلاح كرة القدم في إسطنبول أيضًا. بعد أن كانت هناك عدة دوريات في إسطنبول، مثل دوري الجمعة ودوري الأحد، موجودة بالتوازي وتتنافس مع بعضها البعض لعدة مواسم، تم تقديم دوري إسطنبول لكرة القدم في الصيف، وحل هذا الدوري محل كل دوريات إسطنبول السابقة ووحدها، وضمن لعب جميع أندية إسطنبول المعروفة في نفس الدوري.
ونظرًا لعدم وجود دوري احترافي عبر البلاد في تركيا في ذلك الوقت، كانت هناك بدلاً من ذلك دوريات إقليمية في المناطق الحضرية مثل إسطنبول وأنقرة وإزمير ، وكان دوري إسطنبول لكرة القدم يعتبر الأكثر شهرة.

## مسيرته الكروية
بدأ كمال فاروقي في الظهور مع فريق نادي غلطة سراي لكرة القدم وهو في عمر يناهز 14 عاماً، وقرر الاعتزال في سن 32 عامًا.

### مسيرته مع فريق النادي

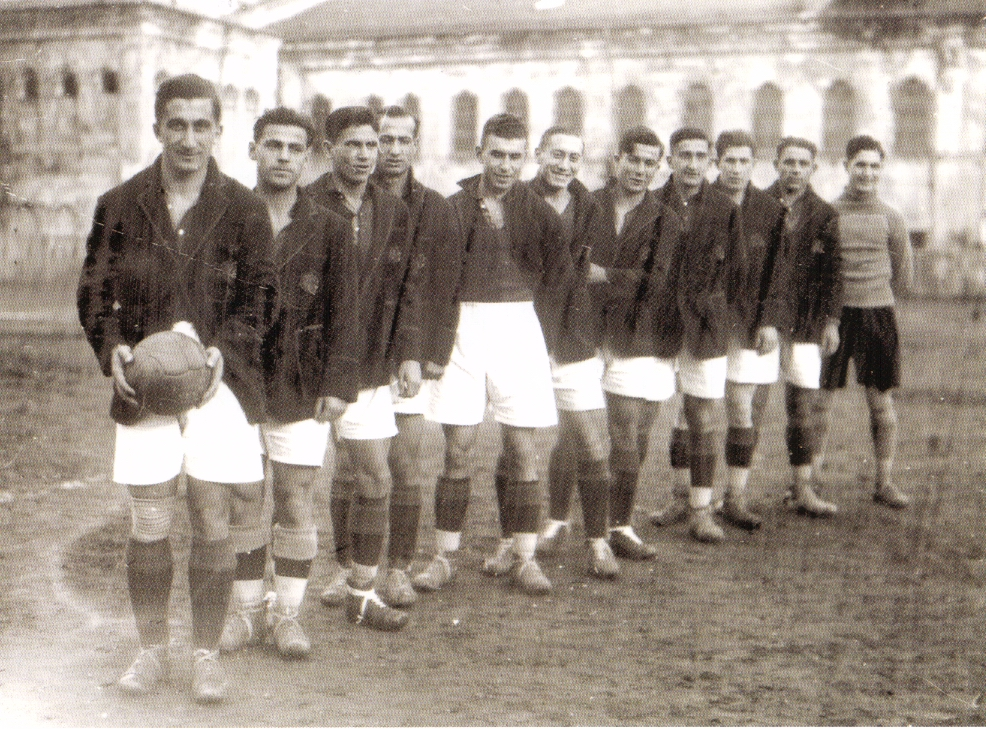
كمال فاروقي يقف في الصورة الخامس خلف قائد الفريق نهاد بكديك (Nihat Bekdik)، الذي يمسك بالكرة ويقف في مقدمة الصف بالصورة، ضمن التشكيلة التي حققت لقب موسم 1930م-1931م.

ظهر كمال فاروقي لأول مرة مع نادي غلطة سراي في دوري إسطنبول لكرة القدم موسم 1924م-1925م، الذي شارك فيه خلال 3 مباريات. خلال موسم 1925م-1926م دخل المباراة كبديل في ثلاث مباريات. ثم شارك في مباراة واحدة في دوري اسطنبول لكرة القدم موسم 1926م–1927م، من أصل سبع مباريات بالدوري خاضها فريقه، وجلس على مقاعد البدلاء في مركز المهاجم خلف ربيعي إركال (بالتركية: Rebii Erkal)‏ ومُصلح الدين پايك أوغلو (بالتركية: Muslihittin Peykoğlu)‏ ومحمد لبلبي (بالتركية: Mehmet Leblebi)‏.
أُتيحت له الفرصة للعب بانتظام في الفريق الذي كان يدربه الاسكتلندي بيلي هانتر في موسم 1928م-1929م، مما جعله هدّاف الدوري كأفضل هداف بتسجيله 8 أهداف وساهم في فوز فريقه بالبطولة. وفي موسم 1929م-1930م، وبسبب تجديد وتوسيع قائمة الفريق، شارك فقط في مباراتين وسجل هدفًا واحدًا.
خلال موسم 1930م-1931م الذي فاز فيه نادي غلطة سراي بالبطولة، كان كمال جزءًا من الرباعي الهجومي إلى جانب زملائه لطيف يالنلي (بالتركية: Latif Yalınlı)‏، وربيعي إركال، ومحمد لبلبي، حيث سجل أهدافًا ساهمت في نجاح الفريق. تمكن من تسجيل 13 هدفًا في 14 مباراة، ليحصل على لقب هداف الدوري للمرة الثانية.
لم يُنظَّم الدوري في إسطنبول موسم 1931م-1932م، فشارك مع فريقه فقط في مباريات ودّيّة. أما في دوري موسم 1932م-1933م، ومع ازدياد عدد اللاعبين الشباب في الفريق، لم يحصل على فرصة للعب إلا في مباراتين، سجل خلالهما هدفًا واحدًا. وبعد ذلك، قرر اعتزال كرة القدم في سن 32 عامًا.

### مسيرته مع المنتخب الوطني
ارتدى قميص المنتخب الوطني التركي لكرة القدم لأول مرة في مباراة خاصة ضد بلغاريا في 17 يوليو 1927م، والتي انتهت بالتعادل 3-3. وسجل أيضًا في هذه المباراة هدفًا هو الأول له مع المنتخب.  سجل هدفين في 3 مباريات دولية لعبت بين عامي 1927م و1928م، عندما كان المدرب المجري بيلا توث (Béla Toth) مسؤولاً عن إدارة المنتخب التركي.

### أهداف المنتخب الوطني
| 1. | 17 يوليو 1927م | ملعب سلافيا ، صوفيا ، بلغاريا             | بلغاريا | 3-3 | تعادل | مباراة ودية |  |  |  |  |  |
| 2. | 15 أبريل 1928م | ملعب جلوريا-سي إف آر ، بيستريتا ، رومانيا | رومانيا | 4-2 | هزيمة | مباراة ودية |  |  |  |  |  |
|    |                |                                           |         |     |       |             |  |  |  |  |  |

## لقبه
أطلق عليه لقب "كمال المعاكس" (بالتركية: Zıt Kemal)‏ بسبب أسلوبه غير التقليدي في اللعب وحركاته غير المتوقعة.

## مسيرته المهنية
في أواخر عشرينيات القرن العشرين، كان السيد محمد قره محمد يشغل منصب رئيس نادي غلطة سراي، وهو ينتمي إلى عائلة صناعية مرموقة لا تزال تحظى بشهرة واسعة في تركيا حتى اليوم. كانت العائلة تمتلك معظم المدابغ المتخصصة في صناعة الجلود في تركيا، وعلى وجه الخصوص أكبر مدبغة في شرق ديري، والتي يقع مقرها الرئيسي في خليج إسطنبول (القرن الذهبي).
كان السيد أندرو بلاتنر، وهو رجل أعمال أمريكي، شريكًا في هذه الصناعة، وكان واحدًا من ثلاثة أشخاص فقط على مستوى العالم يمتلكون تقنية معالجة الجلود بطريقة خاصة تُعرف باسم "المخللة" (بالإنجليزية: Pickled)‏، حيث تتبقى مرحلة واحدة فقط قبل الوصول إلى الشكل النهائي للجلد.
شكّلت سرية هذه التقنية تحديًا كبيرًا للسيد قره محمد، نظرًا لاعتماد صادراته بشكل أساسي على هذه العملية. وقد حاول تدريب ستة أفراد لاكتساب هذه المهارة من السيد أندرو بلاتنر، إلا أنهم أخفقوا جميعًا في استيعابها.
وهنا لعبت الصدفة دورًا حاسمًا، إذ تم اختيار كمال فاروقي ليكون الشخص السابع في هذه المهمة. وكان اختياره يستند إلى خلفيته الأكاديمية، حيث كان خريج كلية غلطة سراي، إلى جانب خبرته العملية في المواد الكيميائية التي اكتسبها من خلال عمله مع والده في صناعة العطور ومواد التجميل. كما أن السمعة الطيبة لوالده في هذا المجال منحته ميزة إضافية ساعدته في هذه المهمة.

## روابط خارجية
- صفحة كمال فاروقي في الاتحاد التركي لكرة القدم.
- صفحة كمال فاروقي في الاتحاد الأوروپي لكرة القدم.
- صفحة كمال فاروقي وأهدافه بالأرشيف التركي لكرة القدم.
- صفحة كمال فاروقي في الأرشيف الألماني لكرة القدم العالمية.